# Hochburg
El castillo de Hochburg (Castillo Alto) es la ruina de un castillo cerca del barrio Windenreute de Emmendingen en Baden-Wurtemberg, Alemania.

## Historia
En 1553 el castillo fue ampliado por Carlos II de Baden-Durlach. Después de la victoria católica en la batalla de Nördlingen (1634), la fortaleza fue sitiada, siendo conquistada y arrasada en 1636. Reconstruida en 1660 por Federico VI, sería destruida definitivamente por las tropas francesas en octubre de 1688 durante la guerra de los Nueve Años.
En 1990 el museo fue inaugurado en el sótano abovedado y  restaurado en la parte superior del castillo.
- Información sobre el museo en el sitio web del castillo